# Піррова війна
Піррова війна (280–275 до н. е.) — серія військових конфліктів за участю грецьких держав (Епір, Македонія і міста-держави Великої Греції), римлян, італійських народів (насамперед самнітів та етрусків), і карфагенян у складі різних політичних союзів.
Піррова війна почалася як незначний конфлікт між Римом і містом Тарент через порушення військово-морського договору одним із римських консулів. Тарент, зі свого боку, надав допомогу грецькому правителю Пірру Епірському в його конфлікті з Керкірою, і попросив військової допомоги з Епіра. Пірр виконав своє зобов'язання перед Тарентом і приєднався до складного ряду конфліктів, які залучали Тарент, Фурії (та інші міста Великої Греції), римлян, самнитів та етрусків. Пірр також втягнув себе у внутрішні політичні конфлікти Сицилії та сицилійську боротьбу проти карфагенського панування.
Причетність Пірра до регіональних конфліктів Сицилії помітно зменшила карфагенський вплив на острові. Зрештою, війна не спровокувала ніяких великих територіальних змін в Італії, але все ж таки мала важливе історичне значення. Піррова війна наочно показала, що держави Стародавньої Греції по суті стали нездатні захищати незалежні колонії, а римські легіони склали гідну конкуренцію арміям елліністичних держав — домінуючій військовій силі Середземномор'я того часу. Перемога відкрила шлях римського панування над містами-державами Великої Греції та сприяла зміцненню влади в Італії. Військові досягнення Риму в міжнародних конфліктах посилили протистояння з Карфагеном, яке досягло кульмінації у Пунічних війнах.

У лінгвістиці Піррова війна — джерело виразу «піррова перемога» — термін, який означає перемогу з невиправдано великими втратами. Це вираз приписано Пірру філософом і біографом Плутархом, який описав реакцію Пірра на повідомлення переможного бою в такий спосіб: 

Сигнал до відступу подали обидві сторони, і кажуть, що Пірр зауважив комусь, хто радів перемозі: «Якщо ми отримаємо ще одну таку перемогу над римлянами, то остаточно загинемо» 

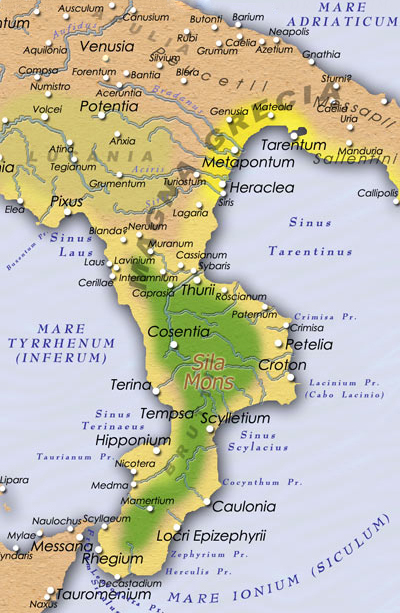
Велика Греція близько 280 до н.е.

## Передумови
Близько 280 року до н. е. Південна Італія була заселена численними грецькими колоніями, найсильнішою серед яких була Тарент, і входила у сферу інтересів греків. Рим у IV столітті до н.е. закріпив своє панування у Середній Італії і жадав його поширити далі на Нижню Італію, що суперечило інтересам Таренту. У 282 році до н. е. Тарент напав на військовий флот Риму, який порушуючи давню міждержавну угоду, увійшов до Тарентської затоки. Кілька римських кораблів було потоплено, інші були змушені відступити. Цей інцидент став приводом для війни. Тарент закликав на допомогу Пірра Епірського, який використав це запрошення як нагоду розширити свої володіння. Він висадився із своїми 20000 солдатами, 3000 вершниками та 25 бойовими слонами і узяв на себе командування армією.

## Гераклея
У 280 до н. е. Пірр висадився в Італії на чолі професійної найманої і добре вишколеної 25-тисячної армії, яка складалася з 20 тис. важкої піхоти(фалангістів), 3 тис. вершників, 2 тис. лучників, 500 пращників і 20 бойових слонів, до якої приєдналася тарентійська армія: 6 тис. гоплітів і 1-2 тис. кінноти. У відповідь 50-тисячна римська армія (основу якої, традиційно, складало ополчення з римських громадян) під командуванням консула Валерія Публія Левіна вирушила в Луканію, де і сталося перша битва при Гераклеї. 
Битва була важкою для обох сторін. На її початку маніпули легіонерів витримали наступ грецької фаланги. Але справу вирішила фессалійська кіннота і удар слонів, які налякали римських коней. Під час бою один з поранених слонів спричинив паніку серед інших тварин, яка завадила грекам здобути повну перемогу. Списки убитих, поранених і зниклих безвісти відрізняються, в межах від 7 000 — 15 000 у римлян (зокрема, 2 тис. потрапили в полон) і 4 000 — 13 000 у греків. 
Після поразки римлян місто Кротон визнало верховенство Пірра, Локри видали йому римський гарнізон, а Регій оголосив свою незалежність, що послабило римську владу на півдні Італії. Втім, ця поразка продемонструвала стабільність Римської республіки: Пірр розраховував на велике повстання серед племен італіків проти панування Риму і їх приєднання до нього, однак, римляни стабілізували ситуацію в регіоні і лише окремі італіки приєдналися до його армії.

## Аускулум
У 279 р до н. е. відбулася знову битва між Публієм Левінієм (40000 війська) та Пірром (25000 війська та бойові слони). Римляни програли знову і втратили бл. 6000 в той час Піррові втрати бл. 3500. Одночасно Римська держава виявилася стабільною і Пірр не отримав підтримки серед місцевого населення. Послані Пірром умови про мир було відкинуто римським сенатом. Одночасно Рим вступив у військовий союз з Карфагеном і очікував від нього допомоги.

## Сицилія
З 278 по 275 р до н. е. Пірр захопив майже всю Сицилію відбивши її у Карфагена, однак не зміг закріпитися на завойованих територіях, бо грецькі міста провели за його спиною сепаратні переговори з Карфагеном. Тому він був змушений повернутися у 275 році назад до Італії. Відпливаючи з Сицилії, Пірр оглянувся і сказав своїм наближеним:

| Яке ристалище для змагань залишаємо ми римлянам і карфагенянам, друзі! [3] |
І дуже скоро виявилося, що його слова були пророчими. (Див. Перша Пунічна війна)

## Беневентум
У 275 р до н. е. відбулася остання битва між Пірром Епірським та військами Римської республіки під керуванням Маніуса Куріуса Дентата. Ослабленому боями в Сицилії Пірру не вдалося перемогти в битві. Він повертається із своєю армією в Епір. В той час римляни перемагають самнітів і у наступні три роки захоплюють Тарент та решту Великої Греції.